# La regla del juego
La regla del juego (título original: La Règle du jeu) es una película francesa de 1939 dirigida por Jean Renoir. Es una comedia dramática satírica. En el reparto coral corresponde a Nora Gregor, Paulette Dubost, Mila Parély, Marcel Dalio, Julien Carette, Roland Toutain, Gaston Modot, Pierre Magnier y el propio Renoir.
El retrato que Renoir hace del sabio y apenado Octave marca el tono fatalístico de esta pensativa comedia de costumbres. La película representa a la alta sociedad francesa y sus criados justo antes del comienzo de la Segunda Guerra Mundial, mostrando su insensibilidad moral al comienzo de la destrucción.
En aquella época, La regla del juego fue la película francesa más cara: su presupuesto origina de 2,5 millones de francos con el tiempo se incrementó hasta más de cinco millones de francos. Renoir y el cinematógrafo Jean Bachelet hicieron un uso amplio del enfoque profundo y largas tomas durante las cuales la cámara está constantemente en movimiento, técnicas cinematográficas que eran sofisticadas en el año 1939.
La carrera de Renoir en Francia estaba en su cumbre en 1939 y La regla del juego era esperada con anticipación. Su estreno fue un completo fracaso de taquilla y crítica. Poco después estalló la guerra. Se suprimieron diálogos y escenas del metraje para adaptarla a los gustos de la sociedad francesa. Renoir redujo la duración de la película de 113 minutos a 85 pero incluso entonces la película fue un desastre crítico y financiero. Finalmente fue prohibida por los gobiernos francés y alemán. En octubre de 1939, fue prohibido por el gobierno francés en guerra por «tener una influencia indeseable en la juventud».
Tras la guerra se extravió el negativo. Durante muchos años, la versión de 85 minutos fue la única disponible pero a pesar de esto su reputación fue creciendo poco a poco. En 1956 se descubrieron cajas del material original y una versión reconstruida de la película se estrenó ese año en el festival de cine de Venecia, en la que solo faltaba una escena menor de la primera versión de Renoir. Desde entonces, La regla del juego figura en todas las listas de las mejores películas de la historia del cine. Numerosos críticos y directores de cine la han alabado, citándola como inspiradora de su propia obra. Es la única película que logró un lugar entre las mejores películas de la valorada encuesta decenal que entre los críticos hace Sight & Sound (BFI) durante todas las décadas, desde que empezó la encuesta en 1952.

## Trama
La historia se desarrolla principalmente en un castillo a finales de los años 1930. Varias personas de la alta burguesía y sus sirvientes se reúnen un fin de semana por diversos motivos. Intrigas galantes, un asesinato, ... Todo se desarrolla siguiendo las más bajas pasiones, pero sin perder la más estricta cortesía, es decir, respetando «la regla del juego».

## Comentarios
La película se rodó poco antes de la Segunda Guerra Mundial, y Renoir se basó muy libremente en la obra de teatro de Alfred de Musset Los caprichos de Mariana (Les Caprices de Marianne, 1833). De hecho, tras una mala elección de los actores tuvo que reescribir gran parte del guion sobre la marcha y al final poco quedó del texto de Musset.
Como en la película Gosford Park o en la famosa serie de televisión británica Arriba y abajo, aunque casi 40 años antes, Renoir plantea una división de los dos mundos en el castillo donde se desarrolla la mayor parte de la acción: arriba los nobles mantienen el decoro y las apariencias, y se dedican a engañar a sus parejas. Abajo la servidumbre se deja llevar por la pasión, acabando en una situación sin salida.